# Zoltán
Zoltán est un prénom hongrois masculin.

## Étymologie
Les prénoms hongrois Zoltán, Zsolt, Solt et Csolt ont la même origine, le turc ancien sultan « dirigeant, prince ».
Au féminin : Sultana, Zoltana, Zolta.

## Personnalités portant ce prénom
- Zoltan de Hongrie, grand prince des Magyars ;
- Zoltán Báthory (en), guitariste rythmique du groupe Five Finger Death Punch ;
- Zoltán Kodály, compositeur, ethnomusicologue et pédagogue en musique ;
- Zoltán Gera, footballeur hongrois ;
- Zoltán Bereczki, chanteur, acteur et producteur hongrois ;
- Zoltán Ésik, mathématicien, informaticien théoricien et logicien hongrois.
- Zoltán Dani, héros militaire serbe ayant abattue un F-117 Nighthawk en 1999 durant la guerre de Kosovo.

Mayer Cinéaste, écrivain et photographe franco-hongrois

## Fête
Les "Zoltán" sont fêtés le 8 mars et/ou le 23 juin (en Hongrie), et parfois le 13 mars ou le 20 novembre, mais aussi le 7 avril (en Slovaquie).